# Protestas en Etiopía de 2015
Las protestas en Etiopía de 2015 consistió en manifestaciones masivas y disturbios sin precedentes que sucedieron en Etiopía después de que se anunciara el Plan Maestro de Addis Abeba el 12 de noviembre.

## Antecedentes
Después de años de sequía, conflicto, guerras y marginación entre comunidades, la comunidad de Oromo y Amhara salió a las calles contra las propuestas del gobierno. Las demandas crecieron rápidamente y las protestas se salieron de control desde manifestaciones pacíficas y sostenidas de la oposición contra el gobierno hasta disturbios violentos.

## Protestas
Las protestas masivas sacudieron las regiones de Oromía y Amhara, mientras que la policía antidisturbios y el ejército se desplegaron para dispersar las manifestaciones. Los manifestantes pidieron la renuncia del primer ministro Hailemariam Desalegne. Se estaban llevando a cabo mítines, enconados enfrentamientos y marchas en todo el país en medio de una creciente oposición y manifestaciones callejeras cada vez más violentas y batallas contra los militares, que disparaban munición real y balas de goma para dispersar a los manifestantes.
Los bajos niveles de vida y la marginación de la población oromo en el país provocaron tensiones étnicas y agrios enfrentamientos entre grupos. 140 manifestantes han muerto en el levantamiento popular que finalmente condujo a las protestas de 2016.